# خوان مانويل ماركيز
خوان مانويل ماركيز (بالإسبانية: Juan Manuel Márquez)‏ مواليد 23 أغسطس 1973 في مدينة مكسيكو، المكسيك، هو ملاكم مكسيكي يصنف ضمن فئة وزن الوسط. حقق بطولة رابطة الملاكمة العالمية وبطولة المجلس العالمي للملاكمة وبطولة الاتحاد الدولي للملاكمة وبطولة منظمة الملاكمة العالمية.

## إحصائيات
خاض خلال مسيرته 64 نزالا، فاز في 56 وتعادل في 1 وخسر في 7. فاز بالضربة القاضية في 43 نزالا.

## روابط خارجية
- خوان مانويل ماركيز على موقع بوكس ريك (الإنجليزية) (registration required)